# Musa itinerans
Musa itinerans Cheesman è una pianta della famiglia delle Musacee, diffusa nel sud-est asiatico e nella Cina meridionale.

## Descrizione
Musa itinerans è una pianta in genere molto alta,pure raggiungendo i 10 m di altezza come la varietà "Mekong giant". Forma degli enormi cespi di molti pseudosteli erbacei che derivano dai rizomi o bulbo tuberi di grosse dimensioni. L'infiorescenza è grande ed è molto simile agli altri banani, deriva dal vero stelo che cresce fino alla cima della pianta e poi si inverte. I frutti sono simili a piccole banane e hanno molti semi che non li rendono apprezzabili dagli umani. Le radici sono bianche e carnose e i rizomi sono marroni e di grandi dimensioni.

## Biologia
Rientra tra i cardini dell'alimentazione dell'elefante asiatico.

## Distribuzione e habitat
La specie è diffusa in India orientale (Assam, Arunachal Pradesh), Birmania, Laos, Thailandia, Vietnam e Cina meridionale (Guangdong, Guangxi, Hainan, Yunnan).

## Usi
Le varietà "Mekong giant", "Burnese blue" e altre sono utilizzate come piante ornamentali per dare un effetto tropicale nei giardini.